# Codice automodificante
La programmazione di codice automodificante (in inglese self-modifying code) è una particolare tecnica di programmazione volta a realizzare programmi in grado di modificare il proprio codice durante l'esecuzione.
Per la complessità dell'analisi relativa a tali algoritmi, è una tecnica sconsigliata per quasi tutte le applicazioni: allo stato attuale solo i virus, i programmi di intelligenza artificiale ed alcuni algoritmi di protezione del software fanno uso di codice automodificante. I virus lo fanno per cercare di sfuggire all'analisi dei programmi antivirus, mentre in intelligenza artificiale serve per simulare (o per alcuni imitare) l'apprendimento. Infine gli algoritmi di protezione del software usano il codice automodificante per rendere difficoltosa la realizzazione di "crack" in grado di eliminare la protezione sul software stesso.
Normalmente il codice automodificante viene scritto nel linguaggio nativo del processore su cui deve girare (assembly), tuttavia è possibile, con opportuni accorgimenti, scrivere codice automodificante con linguaggio di alto livello.
In origine i programmi automodificanti erano realizzati per ottenere il massimo delle prestazioni dalle macchine, ma con i moderni microprocessori ciò non è più vero, anzi spesso ottengono il risultato opposto: un moderno processore può venire rallentato dal codice automodificante.
Attualmente l'utilizzo della tecnica del codice automodificante viene sconsigliata da tutti i produttori di microprocessori poiché rende notevolmente più complessa la realizzazione degli stessi microprocessori. I microprocessori moderni suddividono le istruzioni e i dati in due aree separate di memoria. Il codice automodificante non è dotato di questa netta suddivisione dato che utilizza i dati per adattare il proprio codice e questo rende la sua gestione in un processore moderno molto difficile. Intel e AMD attualmente supportano l'esecuzione di codice automodificante sui loro prodotti della linea x86. Questo supporto è mantenuto per questioni di compatibilità con le precedenti applicazioni.